# Milton Gendel
Milton Gendel (New York, 16 dicembre 1918 – Roma, 11 ottobre 2018) è stato un fotografo e critico d'arte statunitense.

## Biografia
È vissuto a Roma dal 1949 fino alla morte, avvenuta nel 2018 qualche mese prima del centesimo compleanno. 
Come corrispondente per ARTnews ha scritto su diversi artisti di rilievo nel dopoguerra italiano, tra i quali Alberto Burri e Toti Scialoja. Le fotografie di Gendel catturarono artisti e intellettuali sullo sfondo della trasformazione dell'Italia durante il boom economico.  
Tra il 1945 e il 1946, di stanza in Cina con l'esercito degli Stati Uniti, Gendel ritrasse con la sua Leica il tumultuoso periodo tra la resa giapponese e l'avvio della guerra civile. 
Per tutti gli anni cinquanta, Gendel immortalò Roma e altri luoghi d'Italia, tra cui la Sicilia con suggestioni dal cinema neorealista e atmosfere dechirichiane. Negli anni sessanta le immagini di Gendel ritrassero il glamour della Dolce vita, con intuizioni psicologiche e spirito pungente.